# Сельское поселение «Деревня Упрямово»
Сельское поселение «Деревня Упрямово» — муниципальное образование в составе Юхновского района Калужской области.
Административный центр — деревня Упрямово.

## История
Статус и границы территории сельского поселения «Деревня Упрямово» установлены Законом Калужской области № 369-ОЗ от 1 ноября 2004 года «Об установлении границ муниципальных образований, расположенных на территории административно-территориальных единиц „Думиничский район“, „Кировский район“, „Медынский район“, „Перемышльский район“, „Сухиничский район“, „Тарусский район“, „Юхновский район“ и наделении их статусом городского поселения, сельского поселения, муниципального района».

## Население
| 2010 | 2012 | 2013 | 2014 | 2015 | 2016 | 2017 |
| ---- | ---- | ---- | ---- | ---- | ---- | ---- |
| 205  | ↘203 | ↘195 | ↘183 | ↘174 | ↘169 | ↗172 |
| 2018 | 2019 | 2020 | 2021 |      |      |      |
| ↘169 | ↘163 | ↗164 | ↗177 |      |      |      |

## Населённые пункты
В состав муниципального образования входит 8 населённых пунктов: деревни Упрямово, Азаровка, Велино, Змиево, Карманово, Кашино, Коптево, Куреево.